# ГЕС Премадіо
ГЕС Премадіо (італ. Premadio) — гідроелектростанція на півночі Італії. Розташована між ГЕС Сан-Джакомо (вище за течією) та ГЕС Grosio, входить до складу каскаду на річці Адда (ліва притока По, що відноситься до басейну Адріатичного моря), яка у своїх верхів'ях дренує Лівіньо-Альпи (західна, правобережна сторона долини), Ортлерські Альпи та гірську групу Собретта-Гавіа (східна сторона).
Для накопичення ресурсу Адду перекрили арково-гравітаційною греблею Канкано висотою 136 метрів та довжиною 381 метр, яка утворила водосховище об'ємом 123 млн м3. Окрім прямого стоку, до нього перекидається вода через систему Нуово-Канале-Вьола, яка має ряд водозаборів у долині Вальдідентро (правобережна частина сточища самої Адди, яка дренується у неї нижче за греблю Канкано) та розташованій західніше в долині річки Вьола (через Спол, Інн та Дунай відноситься до басейну Чорного моря). Також варто відзначити, що до створеного вище по Адді водосховища Сан-Джакомо перекидається вода як із західного напрямку (водозабори у сточищі Спол, що відбирають ресурс до його потрапляння в озеро Лаго-ді-Лівігньо — верхній резервуар швейцарської ГЕС-ГАЕС Ова-Спін), так і зі східної сторони долини Адди, де захоплюється ресурс її лівих приток Уцца, Брауліо, Форкола. В сукупності довжина зазначеної водозбірної мережі становить 33 км.
Накопичений ресурс по тунелю подається із водосховища до підземного машинного залу, розташованого біля селища Премадіо (4 км від греблі). Споруджений у 1956 році зал мав розміри 80х33х29 метрів та призначався для розміщення двох гідроагрегатів з турбінами типу Пелтон потужністю по 74 МВт. В 2003 році стала до ладу третя турбіна потужністю 78 МВт, для розміщення якої створили додаткове приміщення розмірами 30х30х40 метрів. Зазначене обладнання працює при напорі у 647 метрів.Відпрацьована вода відводиться у тунель, що прямує до наступного ступеня гідровузла ГЕС Grosio.